# セランゴールFC II
セランゴールFC II（英: Selangor Football Club II、マレー語: Kelab Bolasepak Selangor 2）は、マレーシア・セランゴール州シャー・アラムを本拠とするサッカークラブで、セランゴールFCのリザーブチームである。マレーシア・プレミアリーグに所属する。以前はPKNS FCというクラブであった。

## 歴史
1964年、セランゴール州開発公社 (PKNS) のスポーツ・アンド・レクレーション・クラブとして設立された。1970年代から1980年代に成長し、州有数のクラブとして全国リーグに参加するようになった。2003年にマレーシアFAMカップを制し、翌2004年にPKNS FCとして(英: PKNS Football Club、マレー語: Kelab Bolasepak Perbadanan Kemajuan Negeri Selangor) としてプロクラブ化された。2011年にはマレーシア・プレミアリーグで優勝しマレーシア・スーパーリーグに昇格した。
2019年11月にFAセランゴールと合併してリザーブチーム化することがマレーシア・フットボールリーグ (MFL) によって承認され、2020年からプレミアリーグで再出発している。なお、オーナーであったPKNSはセランゴールFCの運営会社として設立されたRed Giants FC Sdn Bhdにも出資している。

## スポンサー
| 年    | キット製作 | シャツスポンサー |
| ----- | ---------- | ---------------- |
| 2014– | Lotto      | PKNS             |

## タイトル
- マレーシア・プレミアリーグ: 2011
- マレーシアFAMリーグ: 1979, 2003

## 現所属メンバー
2017年8月1日現在
注：選手の国籍表記はFIFAの定めた代表資格ルールに基づく。
| No. | Pos. |              | 選手名                                 |
| --- | ---- | ------------ | -------------------------------------- |
| 1   | GK   | マレーシア   | G.ジェーヴァナタン                     |
| 2   | MF   | 大韓民国     | 朴光一                                 |
| 3   | DF   | マレーシア   | アズミ・ムスリム                       |
| 4   | DF   | リベリア     | パトリック・ウレー                     |
| 5   | MF   | マレーシア   | シャールル・アズハル・トゥレ           |
| 6   | MF   | マレーシア   | モハマド・ムニル・アムラン             |
| 7   | DF   | マレーシア   | P.ライェシュ                           |
| 8   | MF   | マレーシア   | Damien Lim Chien Khai                  |
| 9   | FW   | マレーシア   | ボビー・ゴンザレス                     |
| 10  | FW   | マレーシア   | サフィー・サリ                         |
| 11  | MF   | マレーシア   | モハマド・ナズリン・シャムスル・バハリ |
| 12  | DF   | ガンビア     | アブドゥ･ジャメー                      |
| 13  | MF   | マレーシア   | モハド・ファウザン・ズルキフリ         |
| 14  | FW   | アルゼンチン | キリル・ムヒミーン・ザンブリ           |
| 15  | DF   | マレーシア   | パダタン・グナラン                     |
| 16  | DF   | マレーシア   | ムハマド・アズレーン・ズルカフリ       |
| 17  | DF   | マレーシア   | アブドゥル・ガニ・ラハマン             |

| No. | Pos. |            | 選手名                                 |
| --- | ---- | ---------- | -------------------------------------- |
| 18  | MF   | マレーシア | M.シバクマール                         |
| 19  | MF   | マレーシア | カイルル・ラマダーン・ザウワウィ       |
| 20  | MF   | マレーシア | アフィズ・ファイサル                   |
| 21  | FW   | ポルトガル | ファビオ・フェレイラ                   |
| 22  | GK   | マレーシア | ザミール・スラマッ                     |
| 23  | MF   | マレーシア | アリフ・ハイカル・サブリ               |
| 24  | DF   | マレーシア | モハマド・ニザム・アブー・バカル       |
| 25  | GK   | マレーシア | ノル・ハフィズ・アリフ                 |
| 26  | DF   | マレーシア | アミリズワン・タジ・タジュディン       |
| 27  | DF   | マレーシア | Ariff Farhan Isa                       |
| 29  | MF   | マレーシア | K.グルサミー                           |
| 30  | GK   | マレーシア | タウフィック・アル・ラシード・ジョハー |
| 31  | MF   | マレーシア | ヌル・イクマル・ハルン                 |
| 32  | MF   | マレーシア | アミール・ハフィズ・モハド・ヌール     |
| 33  | FW   | マレーシア | Shafizi Iqmal Md Khirudin              |
| 34  | MF   | マレーシア | スニール・カヴェン・チャンドラン       |
| 35  | DF   | マレーシア | シヴァン・ピレー・アソカン             |

## 監督
| 年        | 氏名                                     |
| --------- | ---------------------------------------- |
| 1992-98   | ラヤゴパル・クリシュナサミ               |
| 2003–06   | ハジ・モハマド・ザキ・シェイク・アハマド |
| 2006–08   | イスマーイール・イブラヒム               |
| 2008      | K.グナラン                               |
| 2009–2013 | アブドゥル・ラハマン・イブラヒム         |
| 2014      | ワン・ジャマク・ワン・ハッサン           |
| 2015–2017 | エラヴァラサン・エランゴラン             |

## 歴代所属選手
- ルスディ・スパルマン 2003-2004
- クリスチャン・ベカメンガ 2005-2006
- モハマド・ニザルディン・ユソフ 2012
- フィリモン・チェピタ 2012
- パトリック・ウレー 2013-2015
- 金東燦 2014
- 小川圭佑 2015
- マティアス・ハドゥエ 2016-2017